# 식품산업

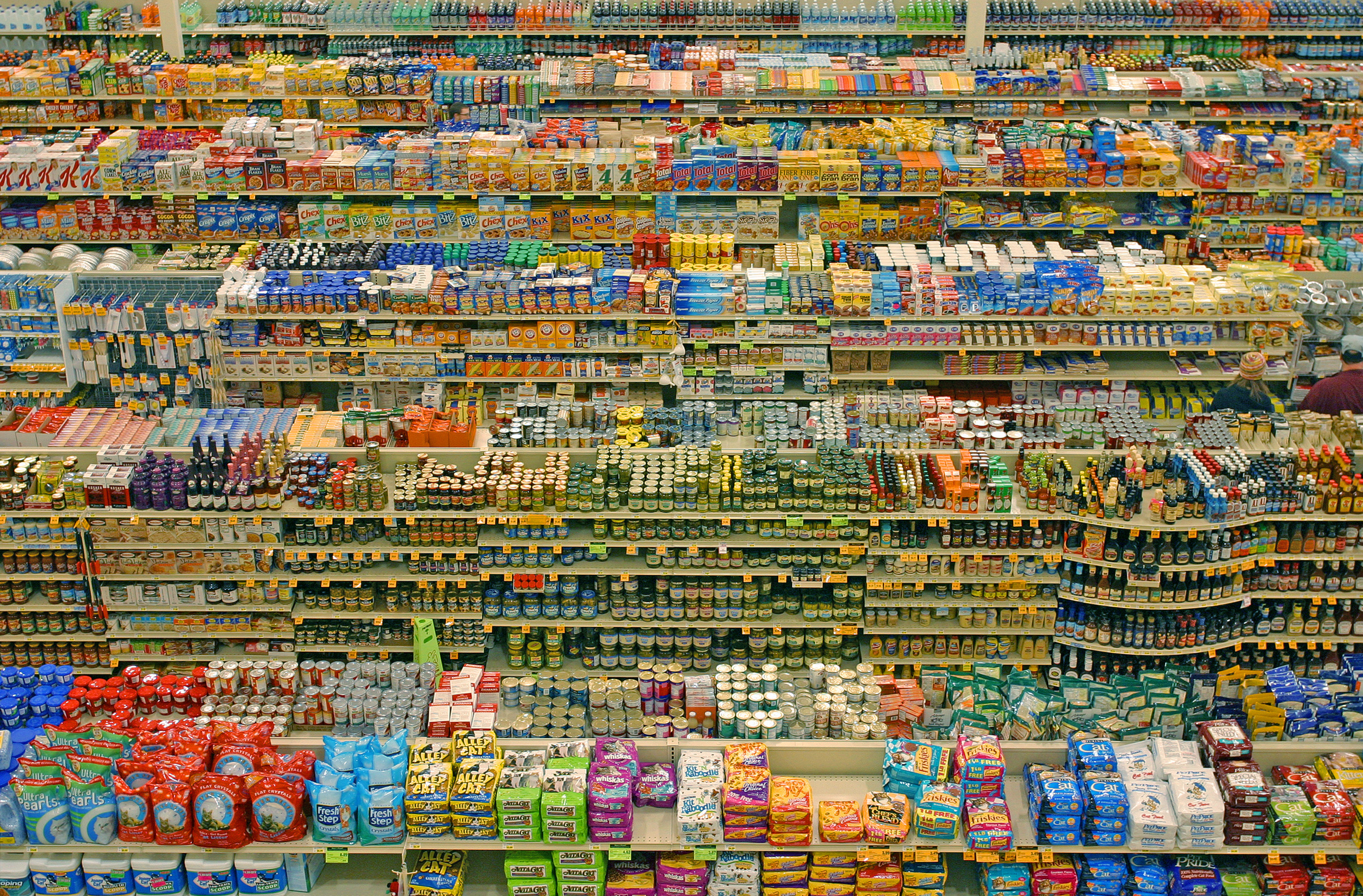
포장음식

식품산업(食品産業), 식품공업(食品工業), 식품업은 세계 인구에 의해 소비되는 음식 대부분을 공급하는 다양한 사업을 총칭한다.
각종 공업 가운데서 식품공업은 가장 보편적이며 생산고도 지극히 높다. 그리고 일반적으로 원료와 제품의 종류에 따라 그 입지조건도 달라진다.
1. 제분업 ― 수송과 보관상의 필요 때문에 제분업은 밀 산지(産地)의 중심 도읍이나 대소비지의 문호 구실을 하는 항만도시에서 발달한다.
2. 양조업 ― 기술의 전통이 있는 지역에 입지하기 쉽다. 맥주·청주·포도주 등이 그 대표 격이다. 통조림, 식육가공 등의 식품공업은 신선도의 관계로 원료산지에 입지하는 일이 많다.

## 개요
식품공업이란 농산물·수산물·축산물 등을 식용으로 공급하기 위한 가공업(加工業)을 말한다. 식품공업은 생활수준이 향상되고 그에 따라 대중의 식생활도 꾸준히 개선되어 가는 일반적 경향에 편승하여 식품 소비수요가 비교적 안정되어 있다고 할 수 있는 반면 국내외 경기의 호황 또는 불황에 의한 기복이 크다는 것이 경험적으로 밝혀지고 있다. 그러면서도 식품공업의 시장지배력은 출하액(出荷額)면에서 전체 제조업 중 가장 큰 비중을 차지하고 있으며, 국민경제 전체로 보아서도 막중한 비중을 차지하는 대형 산업이다. 한편 식품공업은 주로 농업에 부속된 2차적인 가공업이기 때문에 코스트에서 점하는 원료비의 비율이 높고 가공도가 낮은 데다가 농업생산의 자연제약성(自然制約性)과 생산수준의 불안정, 그리고 공업화의 진전에 따른 원료조달에 있어서의 해외로부터의 수입의존성향 등으로 식품공업의 기업수익성은 국내외 원료가격의 변동에 따라 부침하는 극히 불안정한 면도 가지고 있다. 또 업종에 따라서는 정책 당국에 의한 농림·축산물 생산 장려나 보호 등으로 원료의 가격이나 수량 면에서의 규제가 일반화되면서 시장기구에서의 자유경쟁의 폭이 많이 제한되는 것도 있다. 더욱이 식품공업은 원료의 대부분이 생물성 물질인 관계로 보존성·수송성 장애가 되어 분산된 소규모 기업이 발생한다. 근래에는 제조기술이 발달하고 수송망도 확대되는 데 따라 대형공장의 건설이나 분산공장의 집약화, 전국 규모의 시장판매망 형성 등으로 기업이 대규모화하고 몇몇 회사에 의한 기업집중도도 향상되고 있다. 한편으로는 영세기업·중소기업 규모의 기업이 수적(數的)으로 훨씬 우세한 실정이기 때문에 식품기업 전체로서의 형태는 심히 불균형한 상태를 지속하고 있다고 할 수 있다. 이러한 기업규모의 불균형 현상은 유통면에서도 나타나고 있는데 가령 일부에서는 '볼런터리 체인(voluntary chain)', '프랜차이즈 체인(franchise chain)', '디렉트 세일(direct sale)' 등 새로운 유통판매방식을 도입하고 있는가 하면 한편, 여전히 구태의연한 중간도매상을 경유하는 유통조직이 지배하는 2중성을 가지고 있다.

## 내부 구조
대중의 소비성향이 전분질 편향에서 점차 단백질 식품의 다량 섭취로 옮겨가면서 각종 음료를 중심으로 한 기호식품이나 인스턴트 식품을 찾는 방향으로 소비취향이 달라지고 있다. 그 결과 식품공업을 경영하는 기업의 성장도에 변화가 발생하고 식품공업의 내부구조를 변화시킨다. 즉, 기업은 1차 제품만을 생산하는 종래의 방식에서 탈피하여 2차 가공식품의 분야를 포함, 개발하는 경영의 다각화를 추구하고 수입원료에 의존하는 기업은 대형 임해(臨海)공장을 건설하여 원료의 대량 조달을 용이하게 하거나 또는 1차 제품으로부터 다양한 2차 제품에 이르기까지 일관생산하는 콤비나트형태를 갖추는 경향도 있다.  식품공업 그 자체는 세계의 제조공업 중에서도 유력한 산업분야에 속하고 있다. 유럽이나 미주(美洲)지역의 식품공업은 매머드화한 것이 많아서 『포춘(Fortune)』지에 의한 세계제조공업 200개 회사에 대한 매상고 랭킹에서도 유닐리버(Unilever Ltd, Unilever, N. V.), 스위프트(Swift & C0.), 내셔널 데어리(National Dairy Products Corp.), 네슬레(Nestle Alimentana S. A.), 제너럴푸드(General Foods Corp.) 등 식품업체가 상위를 점하고 있다.  한국의 식품공업 규모는 아직 세계수준에 비하면 미약할 뿐 아니라 기업의 자본력·신제품 개발능력·생산의 다각화·해외시장 진출 등에 있어 이제 겨우 초기단계에 있는 실정이다. 더욱이 원료가격 면에서나 시장침투력 등에서 경쟁력이 타산업 또는 타국과 비교하여 상대적으로 불리한 위치에 있다.

## 종류
식품공업에는 크게 농·축·수산물 가공업과 음료 제조업으로 구분하여 생각하는 것이 일반적이다. 따라서 엄밀한 의미에서는 음식품 공업이라고도 한다. 한국 표준산업 분류나 광공업 통계조사 분류에서는 음료식품 및 담배제조업(광공업 통계조사 분류기호 31, 이하 같음)이라고 하여 이를 다시 식료품 제조업(311∼312), 음료품 제조업(313) 및 담배 제조업(314)으로 구분하고 있다. 식품공업에서 제조하는 품종은 극히 다양하나 산업분류상 다음과 같이 12개 종류로 세분하고 있다.  (1) 식육 가공업(3111) ― 도살·고기가공·고기통조림·햄·베이컨 등 (2) 낙농제품 가공업(3112) ― 버터·치즈·분유·연유·아이스크림 등 (3) 과일·야채가공업(3113) ― 건조과일·절인과일·젤리·젬·과일 및 야채통조림 등 (4) 수산물 가공업(3114) ― 건조오징어·건멸치·건명태·김·수산물통조림 등 (5) 식용유 제조업(3115) ― 쇠기름·고래기름·대두유·참기름·마가린 등 (6) 도정 및 제분업(3116) ― 압맥·쌀겨·밀가루 등 (7) 제당·제과업(3117, 3118, 3119) ― 떡·식빵·케이크·국수·당면·라면·정당(精糖)·엿·포도당·설탕과자·초콜렛 등 (8) 조미료 제조업(31212, 31213) ― 간장·된장·메주·소스·식초·글루타민산 소다 등 (9) 배합사료(3122) (10) 기타 식품(31211, 31214, 31219) ― 얼음·녹말·두부·콩나물·정제소금·한천·색소·이스트 등 (11) 알코올·음료 제조업(3131∼3136) ― 주정(酒精)·소주·포도주·맥주·탁주·청주·누룩 등 (12) 청량음료(3137, 3138) ― 사이다·콜라·쥬스·분말 커피·홍차·분말 인삼 등.  이상의 분류 중 (1), (2), (3), (4)에서 통조림 제품류만을 뽑아서 별도의 통조림가공업을 분류하기도 하며, 수산물에서는 그 신선도(新鮮度)를 유지하는 것을 전문으로 하는 냉동·냉장업을 독립시켜서 보기도 한다.

## 경영의 조건
식품가공업은 주로 농·축·수산물을 원료로 하기 때문에 원료의 수급사정에 있어 양적으로나 시기적으로 원활을 기해야 함이 기업존립의 필수조건이 된다. 물론, 공장 입지로서는 용수나 교통 등 기초조건을 충족할 수 있도록 되어야 할 것은 재론의 여지가 없으나, 농산가공품은 그 원가(原價)구성에 있어서 원재료의 비중이 높으므로 원료가격에 약간의 기복만 있어도 기업경영의 안정조건에 심대한 영향을 미친다.  보통 공장입지로서는 ① 원료생산지 입지공장, ② 소비지 입지공장, ③ 중간지 입지공장(立地工場)의 3가지 형태를 생각할 수 있다.  원료생산지 입지공장에서 가공원료의 특성인 저장성의 곤란이 문제가 되거나 원료비보다 수송비 비중이 큰 경우에 공장 설립장소를 원료생산지 근처에 잡는 것이며, 소비지 입지공장은 비교적 저장이 용이한 원료나 1차 가공을 거친 조가공품(粗加工品)을 원료로 하며 제품의 판로가 전국에 미치기보다는 인구집중지대·특정기호지역 등으로 편재하게 될 때의 입지선택 유형이다. 중간지 입지공장은 대개 큰 규모의 공장에 유리하며, 원료도 전국 여러 지역에서 수집하여야 한다든가 판로를 전국 단위로 분산시킬 수 있는 경우의 입지선택 유형이다.

## 생산기술
가공식품은 그 원료가 생물이기 때문에 생산기술 면에서 이에 합당한 적절한 수단을 보유하고 있지 않으면 작업의 중단·부패변질·불량제품 발생·품질저하 등이 나타난다. 이런 점에서 가공기술자는 단순한 제품생산자로서의 지식만으로서는 불충분하다. 원료 재배조건에 관한 지식, 제품의 사용법·조리법 등에 관한 지식도 갖추고 있어야 한다. 다시 말하면 다른 산업에서는 생산기술이 부분적·전문적으로 진화하고 있는 데 반하여 식품가공업의 그것은 광법한 지식이 필요하다는 것인데, 그 이유는 첫째, 원료의 통일적 규격화가 불가능하다는 식품가공 본래의 특성과 둘째, 가공공장 규모가 비교적 소규모이어서 많은 가공기술자를 보유할 수 없다는 데 있다.

## 같이 보기
- 식이 보충제
- 로컬 푸드